# Mosquée El Amane
La mosquée El Amane (en arabe : مسجد الأمان), est une mosquée algérienne située au centre ville de Souk Ahras, pouvant accueillir jusqu'à 5 000 personnes, et comportant un minaret de 107 mètres de hauteur. C'est la plus grande mosquée de la ville de Souk-Ahras. Cet imposant édifice religieux est ouvert aux fidèles depuis 2016 et figure parmi les grandes réalisations architecturales de la ville de Souk-Ahras.

## Historique
Les travaux de réalisation ont débuté en mars 2011, et entièrement achevés fin de l’année 2015. Le terrain sur lequel la nouvelle mosquée fut bâtie abritait auparavant une ancienne mosquée démolie pour cause de risques avérés d'effondrements. La mosquée a mobilisé une enveloppe financière de 900 millions de dinars.

## Description
La mosquée est d'une architecture inspirée du style mauresque. Elle s'étend sur une surface de 5 600 m2, et dotée d’une grande salle de prière pouvant accueillir jusqu'à 5 000 personnes. Cet édifice religieux comprend, en plus, une école pour l’apprentissage du Coran conçue pour 120 élèves, une salle de conférences, deux logements d’astreinte, huit locaux commerciaux wakf et un parking d’une capacité de 200 véhicules. Elle possède deux minarets de 107 mètres de hauteur et son intérieur est surplombé d'un grand dôme de 20 mètres de diamètre et de 65 mètres de hauteur.